# 夏德莫米何拉
夏德莫米何拉（希伯來語：‎ ，字面意思為米何拉的田野）是一個位於约旦河西岸，篤信宗教的莫沙夫村庄和以色列定居点。 它位于約旦河大裂谷，属于約旦河大裂谷地区委员会的管辖范围。  2019 年人口为 666 人。
國際社會普遍視以色列在約旦河西岸建立的定居點違反國際法，但以色列政府對此表示異議。 

## 历史
夏德莫米何拉于 1979 年成立時為一個納哈爾定居點，名字为謝拉赫。1984 年，附近米何拉的居民將其改造为一個平民定居点。而米何拉則以位於該地區的聖經城市亞伯米何拉(1 Kings 19:16) 命名。